# Malwina Garfeinowa-Garska
Malwina Garfeinowa-Garska, także Malwina Posner, ps. Maria Zabojecka, M.Z. (ur. 15 października 1870 w Warszawie, zm. 19 września 1932 w Krakowie) – pisarka i publicystka, krytyk literacki i tłumaczka.
Urodziła się jako Malwina Maria Posner,  młodsza siostra Stanisława Posnera. Kształciła się w Warszawie na pensjach, potem na tajnych kompletach.
Od roku 1896 była członkiem Związku Zagranicznego Socjalistów Polskich. Pseudonimu Maria Zabojecka zaczęła używać od roku 1921, chociaż wiersze sygnowane inicjałami M.Z. ukazywały się w czasopismach już w roku 1896. 1 marca 1892 poślubiła w Krakowie filozofa Stanisława Salomona Garfein-Garskiego. 

## Znane prace
- Gromnice (1907)[5]
- Powieść o duszy polskiej (1912)[6]
- Z kobiecej niedoli (1927)[7]